# Pelplin (gemeente)
De gemeente Pelplin is een stad- en landgemeente in het Poolse woiwodschap Pommeren, in powiat Tczewski.
De gemeente bestaat uit 13 administratieve plaatsen solectwo: Bielawki, Gręblin, Janiszewo, Kulice, Lignowy Szlacheckie, Małe Walichnowy, Międzyłęż, Pomyje, Rajkowy, Ropuchy, Rożental, Rudno, Wielki Garc.
De zetel van de gemeente is in Pelplin.
Op 30 juni 2004 telde de gemeente 16 600 inwoners.

## Oppervlakte gegevens
In 2002 bedroeg de totale oppervlakte van gemeente Pelplin 140,45 km², waarvan:
- agrarisch gebied: 80%
- bossen: 11%

De gemeente beslaat 20,14% van de totale oppervlakte van de powiat.

## Demografie
Stand op 30 juni 2004:
| Omschrijving                   | Totaal | Totaal | Vrouwen | Vrouwen | Mannen | Mannen |
| ------------------------------ | ------ | ------ | ------- | ------- | ------ | ------ |
| eenheid                        | aantal | %      | aantal  | %       | aantal | %      |
| inwoners                       | 16 600 | 100    | 8287    | 49,9    | 8313   | 50,1   |
| bevolkingsdichtheid (inw./km²) | 118,2  | 118,2  | 59      | 59      | 59,2   | 59,2   |

In 2002 bedroeg het gemiddelde inkomen per inwoner 1202,7 zł.

## Aangrenzende gemeenten
Bobowo, Gniew, Miłoradz, Morzeszczyn, Starogard Gdański, Subkowy, Sztum